# Gorka Géza

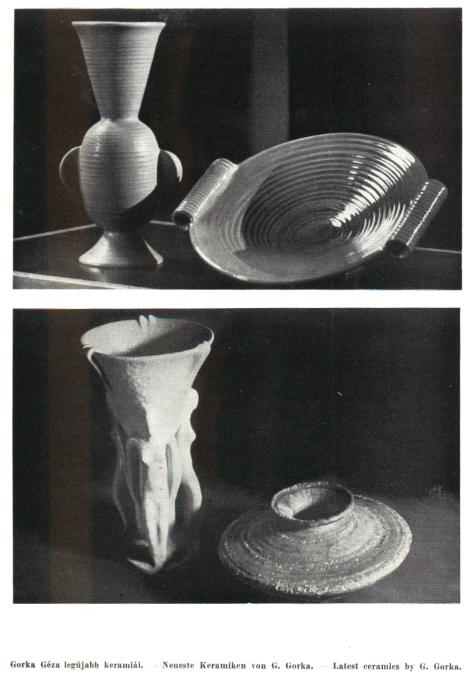
Kerámiák 1935-ből

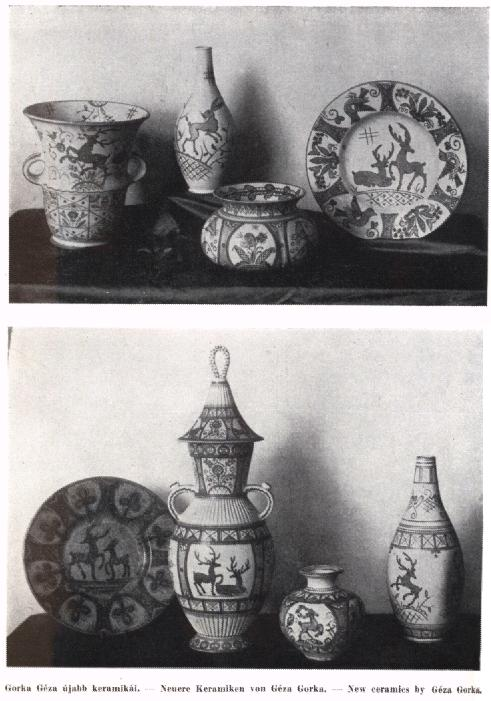
Kerámiák 1940-ből

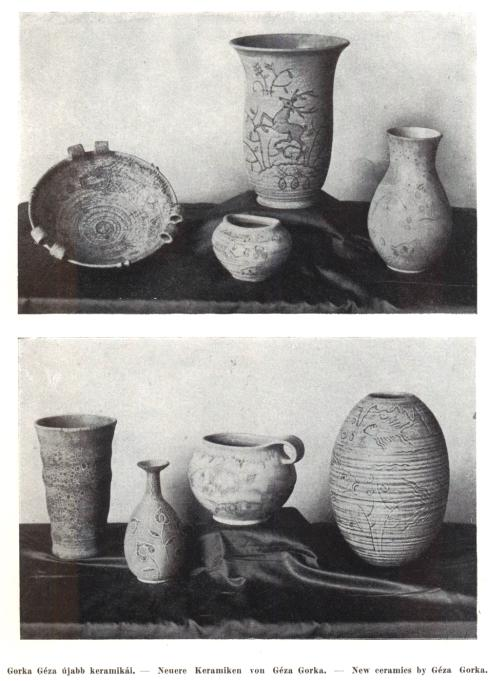
Kerámia kiállítás 1942-ben

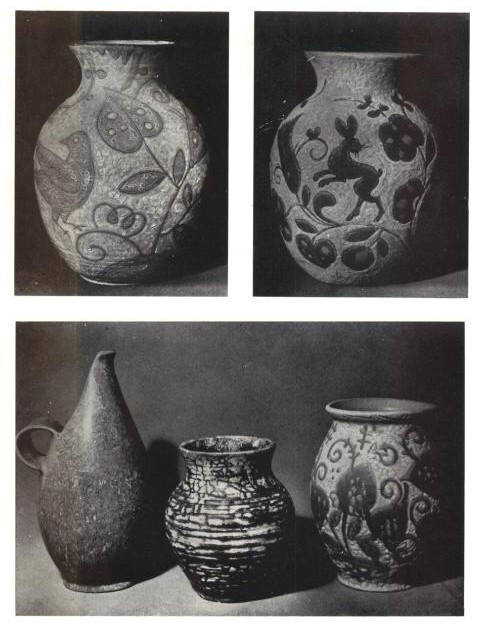
1942. Az első magyar kerámia kiállítás

Gorka Géza (Nagytapolcsány, 1895. szeptember 6. – Verőce, 1971. szeptember 25.) Munkácsy- és Kossuth-díjas magyar keramikus, érdemes művész. Gorka Lívia édesapja.

## Életpályája
Iskolai tanulmányait Nagytapolcsányban  és Trencsénben végezte. Tanulmányait az 1910-es években kezdte. Festőnek készült, de Mezőtúrra kerülve Badár Balázs népi fazekastól elsajátította a fazekasmesterség alapjait. 1919 és 1921 között Németországban, Leutkirchenben Paul Mannál és Karlsruhéban a Grossherzögliche Majolika Manufaktur művészeti vezetőjénél képezte magát tovább, ahol a legújabb máztechnikai eljárásokkal ismerkedett meg.
Hazatérve, 1922-ben Badár Balázsnál dolgozott Mezőtúron. A habán kerámia továbbfejlesztésével is foglalkozott. 1923-ban Nógrádverőcére költözött és a Flóris bankház megbízásából megalapította a Keramos Részvénytársaságot, amely a magyar népművészeti hagyományok alapján modern díszkerámiát gyártott. A Németországi Majolika Manufaktúrában tanultakat hasznosítva az üzem műszaki vezetője lett. Az üzem 1927-es tulajdonosváltása után, Lonkay Antallal együtt kilépett a cégből és megalapította saját verőcei műhelyét. 1928-tól kezdve rendszeresen állított ki az Országos Iparművészeti Társulat hazai és külföldi kiállításain.
A harmincas évek elején még főképpen figurális, egyszínű repedezett kerámiákat tervezett, de már elkezdte saját mázkísérleteit is. Ez idő tájt, az Iparművészeti Iskola anyagipari szakán tanító Jákó Gézától vett magánórákat. 1933-ban részt vett a milánói iparművészeti triennálén, ahol ezüstérmet kapott. A harmincas évek egyik legtöbbet kiállító művésze volt, szinte minden jelentősebb tárlaton jelen volt (1934-es brüsszeli, 1937-es párizsi és 1939-es New York-i világkiállítás).
1935-től kialakult műveinek sajátos stílusa. Egyre több és bonyolultabb máztechnikát alkalmazott. A népi fazekas hagyományok továbbvitelével, művein egyre több lett az erdélyi, felvidéki és habán díszítőelem. A harmincas évek végén ónmázas, habán stílusú kerámiákat is készített.
1943–45 között Losoncon megalapította a Nógrádi Palóc háziipari Műhelyt. 1945-ben műhelyét és kerámiagyűjteményét súlyos veszteség érte. A háború után a budapesti Zsolnay-gyárban, Mattyasovszky Lászlóval 1200 fokon égetett kerámiák sorozatgyártását kezdték meg. Ezek főképpen funkcionális tárgyak voltak, de egyedi műveket is készített.
Az államosítás után visszatért Verőcére, ahol 1923-ban telepedett le feleségével és haláláig öt évtizeden át dolgozott ebben a házban. Egykori otthona és műhelye 1972. április 29-étől múzeum lett, ahol külön egységet alkot a Verőcén található Gorka Géza-kerámiagyűjtemény.
„Gorka Géza a XX. század első felében élt magyar keramikusok egyik legjelentősebb alakja volt Gádor István és Kovács Margit mellett. Gorka munkásságának jelentősége, hogy közös nevezőre hozta a kerámia tradicionális örökségét saját individuális alkotóerejével. Sőt mi több, képes volt a népművészet hagyományán túllépve, az archaikus formaképzéshez visszanyúlni és azt modern felfogással egyesíteni.”

## Kitüntetései
- Milánói Iparművészeti triennálé ezüstérem (1933)
- Munkácsy Mihály-díj (1955)
- Érdemes művész (1959)
- Kossuth-díj (1963)

## Néhány alkotása
(Alkotásainak száma pontosan nem ismert. Nagyságrendje 3000 fölött lehet. Aukciókon néha föllelhető egy-egy darab)
- Gorka Géza – Hamutál kaméleonnal. 1927-30 közötti korai munkája, a kaméleon testén lévő pöttyök fém lüszteres bevonattal. Jelezve a talprészen bekarcolva Gorka, fölötte nógrádverőcei műhelyjelzés. Méret: 8 x 11 cm
- Gorka Géza – Dísztál női figura. 1930-35 között. Jelezve talprészen bekarcolva Gorka, fölötte nógrádverőcei műhelyjelzés. Magasság: 24, 5 cm
- Gorka Géza – Asztali tál. 1930–35 között. Jelezve a talprészen, bekarcolva Gorka, fölötte NV műhelyjelzés. Méret: 8 x 28 cm
- Gorka Géza – Kétágú gyertyatartó. 1930-35 között. Jelezve a talprészen, bekarcolva Gorka, fölötte NV műhelyjelzés. Magasság: 13 cm
- Gorka Géza – Kucsmás fiú. 1930-as évek. Jelezve a talprészen, bekarcolva Gorka, fölötte NV műhelyjelzés. Magasság: 8 cm
- Gorka Géza – Füles váza, habános mintával. 1940-42 között. Jelezve a talprészen masszába karcolva Gorka I, fölötte NV műhelyjelzés. Magasság: 34 cm
- Gorka Géza – Dréher kancsó. 1937-39. Jelezve a talprészen, bekarcolva Dreher Mailt Hungary. Magasság: 22 cm
- Gorka Géza – Falitál szarvassal. 1938–42 között. Jelezve a talprészen, bekarcolva Gorka, fölötte NV műhelyjelzés. Méret: 36 cm
- Gorka Géza – Halas tál. 1940-ből magas fényű mázzal. Jelezve a talprészen, bekarcolva Gorka, fölötte NV műhelyjelzés. Méret: 5 x 18 x 20 cm
- Gorka Géza – Falitál halas mintával. 1935-40. Jelezve a talprészen, bekarcolva Gorka, fölötte NV műhelyjelzés. Méret: 38 cm
- Gorka Géza – Kaspók. 1935–44 között. Jelezve a talprészen, bekarcolva Gorka, fölötte NV műhelyjelzés. Magasságuk: sorba 20 és 21 cm
- Gorka Géza – Rákos tál. 1937–40 körül. Jelezve a talprészen, bekarcolva Gorka, fölötte NV műhelyjelzés. Méret: 8,5 x 26 cm
- Gorka Géza – Dinnye váza. 1946–48 között. Magas fényű mázzal Budapesti Zsolnay gyárból. Jelezve a talprészen, bekarcolva Gorka, fölötte Zsolnay-gyári jelzés. Magasság: 12 cm
- Gorka Géza – Falitál víz alatti jelenettel. 1946–48 között. Budapesti Zsolnay-gyár. Jelezve a talprészen, bekarcolva Gorka, fölötte Zsolnay-gyári jelzés. Méret: 38 cm
- Gorka Géza – Három nyakú váza. 1950-es évek. Jelezve a talprészen, bekarcolva Gorka, fölötte NV műhelyjelzés. Méret: 22 x 29 cm
- Gorka Géza – Hosszúnyakú váza. 1950-es évek. Jelezve a talprészen, bekarcolva NV műhelyjelzés. Méret: 64 cm
- Rózsaszínű váza, Zöld váza, Piros-fekete váza[halott link], Mustár Színü váza, Tálka[halott link]

### Egyéni kiállításai
- 1955 Csók Galéria, Budapest (Jurics Ibolyával)
- 1957 Nemzeti Szalon, Budapest
- 1964 Palóc Múzeum, Balassagyarmat és Csók Galéria, Budapest
- 1967 Palóc Múzeum, Balassagyarmat
- 1968 Salamon torony. Visegrád
- 1994 Három nemzedék. Gorka Múzeum, Verőce

### Válogatott csoportos kiállítások
- 1946 Nagybányától napjainkig. Balassagyarmat
- 1953 1. Iparművészeti Kiállítás, Ernst Múzeum, Budapest **Népművészeti és Iparművészeti Kiállítás, Műcsarnok. Budapest **Magyar Képzőművészeti Kiállítás, Műcsarnok. Budapest.
- 1955 2. Országos Iparművészeti Kiállítás, Műcsarnok, Budapest
- 1958 Brüsszeli Világkiállítás (Grand Prix) Brüsszel **XVIII. Faenzai Nemzetközi Kerámia Verseny, Faenza
- 1959 Nemzetközi Kerámia kiállítás, Gmunden, Oostende
- 1959–60 4. Országos Iparművészeti Kiállítás, Műcsarnok, Budapest
- 1961 Magyar Művészet Kiállítás, Tokió
- 1962 Nemzetközi Modern Kerámia Kiállítás, Prága (a Nemzetközi Kerámia Szövetség ezüstérme)
- 1966 Mai magyar kerámia kiállítás, Siklós
- 1968 II,. Országos Kerámia Biennálé, Pécs
- 1994 Jubileumi Kiállítás, Iparművészeti Múzeum, Budapest

### Művek közgyűjteményekben
- Gorka Múzeum, Verőce
- Iparművészeti Múzeum, Budapest

### Képgaléria

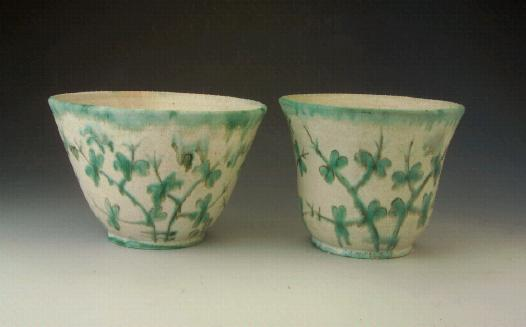
Kaspók. 1935–44 között
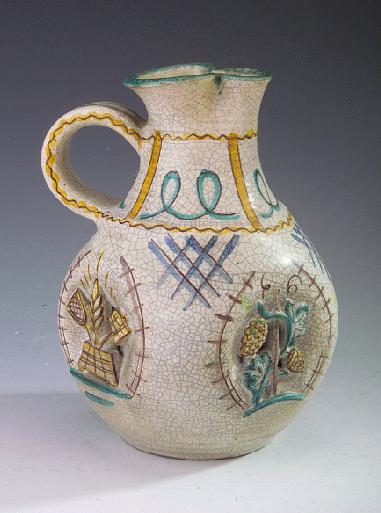
Dréher kancsó. 1937–39 között
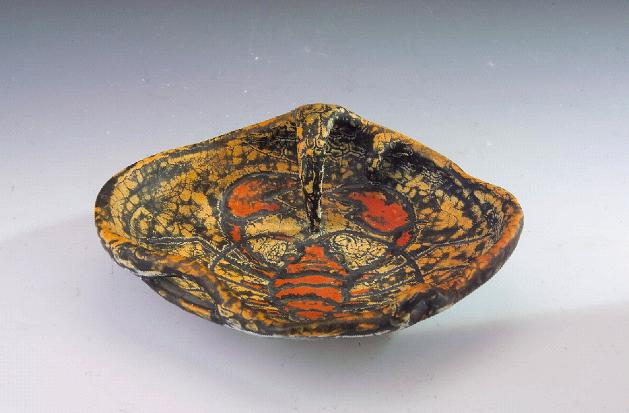
Rákos tál. 1937–40 között
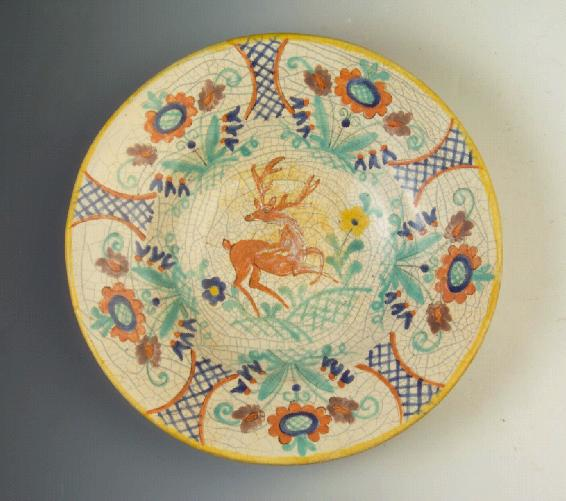
Falitál szarvassal. 1938–42 között
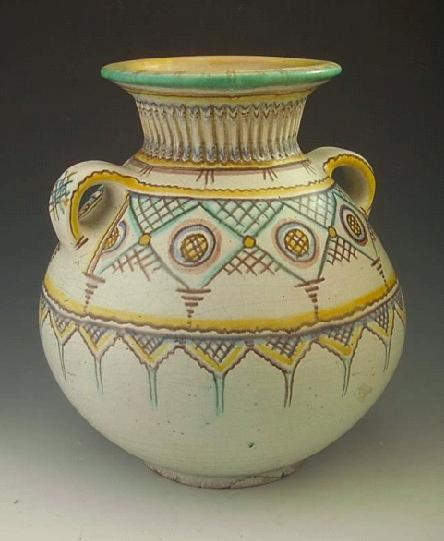
Füles váza habános mintával. 1940–42 között
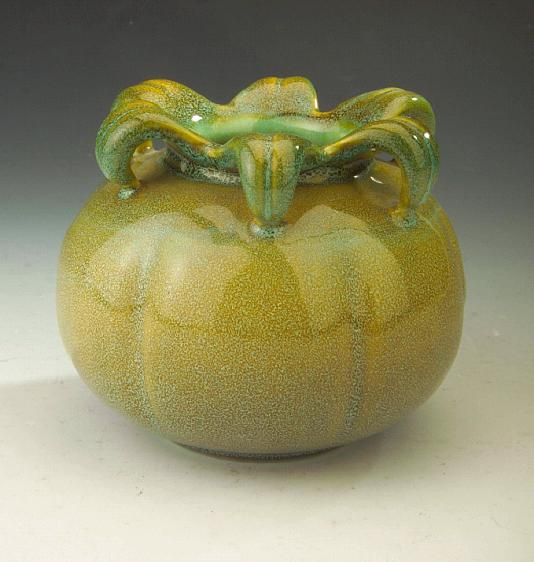
Dinnye váza. 1946–48 között
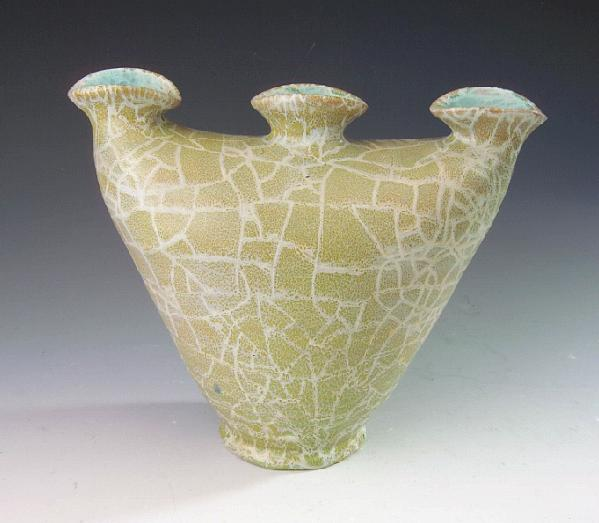
Háromnyakú váza. 1950 körül
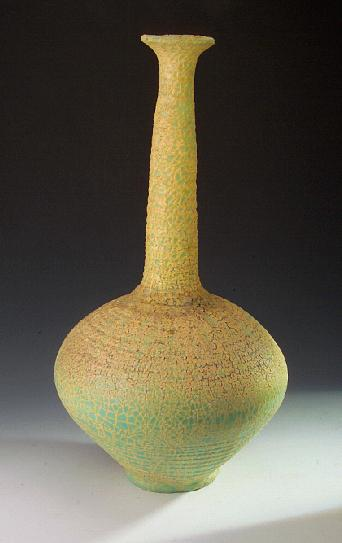
Hosszúnyakú váza. 1950 körül
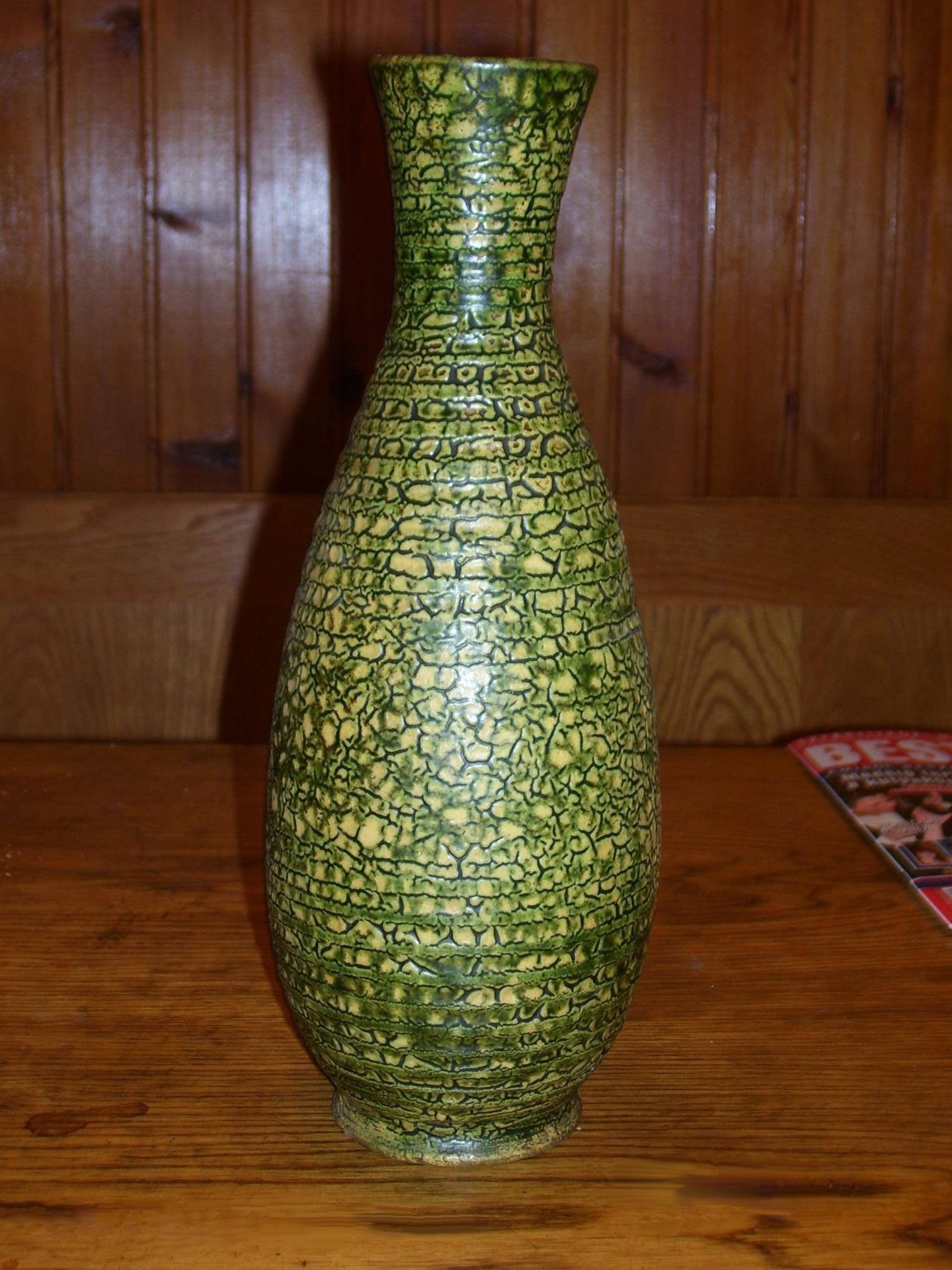
Váza. 1958 körül